# Wolfram Christ (Regisseur)
Wolfram Christ (* 16. Mai 1963 in Steinheidel-Erlabrunn) ist ein deutscher Filmemacher und Buchautor.

## Leben
Wolfram Christ studierte von 1983 bis 1987 Journalistik in Leipzig. Danach arbeitete er beim DDR-Fernsehen in Berlin. Ab 1990 war er freiberuflich für die Fernsehsender RIAS-TV, NDR, ZDF, MDR, arte und 3sat tätig. 1993 gründete er in Berlin mit Wolfram Christ Film- und Fernsehproduktionen sein eigenes Produktionsunternehmen und realisierte in der Folge als Filmproduzent und Autor in Koproduktionen mit anderen Produktionsunternehmen eine Reihe von Reportagen und Dokumentationen, darunter auch Dokumentationen für private Auftraggeber wie das Goethe-Institut, das Bistum Magdeburg und andere.
1999 zog Christ in seine alte Heimat, nach Eibenstock im Erzgebirge. 2012 gründete er auf Initiative von Susann Mädler und mit ihrer Unterstützung das Tournee Theater comediantes, das seither mit Theaterproduktionen, Dinner-Shows, Comedy und Lesungen deutschlandweit unterwegs ist. Susann Mädler war bis 2022 neben seiner Frau Uta Christs wichtigste Partnerin in allen künstlerischen Fragen. Seit 2022 verbindet ihn eine intensive künstlerische Zusammenarbeit mit dem Berliner Musiker, Komponisten und Comedian Klaus Frenzel. 
2016 erweiterte Wolfram Christ sein Spektrum um den comediantes – Verlag für Hörbücher und Hörspiele. Im April 2017 erschienen in Kooperation mit dem Tonstudio Erzschlag in Aue die ersten drei Hörbuch-Produktionen.
2019 gründete er mit Freunden den comediantes – Verlag für Lyrik und Belletristik des 21. Jahrhunderts mit ersten Veröffentlichungen im Jahr 2020.
Christ ist verheiratet und hat drei Kinder.

## Filmografie (Auswahl)
- 1991: Rheinsberg
- 1992: Ich will alles
- 1999: Visionen werden wahr – Kloster Helfta
- 2000: Kloster Helfta – Tod und Auferstehung
- 2000: Eine erzgebirgische Legende – Geschwister Caldarelli
- 2001  Weißes Gold – Abenteuer Salzstraße
- 2001: Good news – Sommer, Sonne, Gospeltour
- 2001: Dr Himmel is e Lichterbugn – Friedrich Emil Krauss
- 2002 Theophanu – Als Deutschland von Frauen regiert wurde
- 2002: Ruck mer nazamm – 40 Jahre Erzgebirgsensemble Aue
- 2003: Rogge ante Portas
- 2003: Joachim Süß
- 2003: Matthias Büchner – gegen den Strom
- 2005: Die Theatermacher (Reportage kleine private Theaterprojekte in Sachsen-Anhalt, mdr, 30 min)
- 2005: Das 20-Stunden-Dinner von Magdeburg (Doku über ein legendäres kleines Theater an der Elbe, Silvester-Sondersendung, mdr, 45 min)
- 2006 Radegunde – Eine Königin kehrt heim (Die Heilige Radegunde, thüringische Prinzessin und fränkische Königin als Machtpfand, mdr, 30 min)
- 2007 Meister Wenzels Wasserkunst (altes Handwerk, ARTE, 30 min)
- 2007  ašlerky ahoi (Dokumentarfilm über junge Theaterprojekte in Deutschland und Tschechien, Medienprojekt Erzgebirge e.V., 45 min)
- 2007  Schulze, der Herausforderer (bei den Deutschen Meisterschaften der Waldarbeiter in Schleswig, mdr, 30 min)
- 2007  Ein Schatz für die Welt (über die Funde mittelalterlicher jüdisch-deutscher Kultur in Erfurt und ihre internationale Dimension als Weltkulturerbe, mdr, 30 min)
- 2009 Schutzengel im Anflug (junge Frauen helfen mit, Alkoholunfälle in der Provinz zu verhindern, mdr, 30 min)
- 2009  1989 – Aufbruch ins Ungewisse (Co-Autor der Dokumentation zur friedlichen Revolution, mdr, 4 × 45 min)
- 2010 Liebe, Mystik und Visionen – Das Kloster Helfta im 21. Jahrhundert (Kloster Helfta, zehn Jahr nach dem Neubeginn, mdr, 30 min)
- 2010  Porta Patet Cor Magis – Kloster St. Marien zu Helfta (Das Kloster St. Marien in Wort und Bild, Bistum Magdeburg/Kloster Helfta, 108 min)
- 2010  1990 – Aufbruch in die Einheit (Co-Autor der Dokumentation zur friedlichen Revolution, mdr 4 × 45 min)
- 2010  Immer am Ball – Mädchen zwischen Träumen und Erfolgsdruck (Langzeit-Dokumentarfilmprojekt, Ausstrahlung im Rahmen von 37°, ZDF, 30 min)

## Theater-Produktionen (Auswahl)
- Der Modezar (Theaterproduktion, Parodie, Premiere Januar 2012 im Rahmenprogramm der Berlin Fashion Week in der Kulturbrauerei-Palais)
- Schön & Biest GMBH: Der Prinz bist du! (Theaterproduktion, Comedy-Programm, Premiere September 2012 im Theater Verlängertes Wohnzimmer in Berlin)
- Die Bombe (Theaterproduktion, Komödie, Premiere Februar 2013 im Kulturzentrum ‚Glück auf!‘ in Eibenstock)
- Madame de Sade rettet die Welt (Theaterproduktion mit Nina Groschupf, Premiere November 2013 im Ostseebad Wustrow)
- Ein bisschen Gift muss sein! (Theaterproduktion mit Susann Mädler, Premiere im November 2014 in Sosa )
- Die Familie schlägt zurück (Theaterproduktion mit Kristin Hörmann, Premiere September 2014 in Zwönitz)
- Warum Frauen in Rätseln sprechen (Theaterproduktion mit Lisa-Marie Ramsbeck, Premiere im Oktober 2015 im lukAs Schwarzheide, )
- Phantasien der Nacht – Streifzug durch 3000 Liebeslyrik & erotische Literatur  (szenische Lesung, Premiere im Juni 2016 in Finsterwalde)
- Klar zum Entern (Theaterproduktion mit Lisa-Marie Ramsbeck, Premiere im Oktober 2016 in Salzwedel)
- Am roten Teppich brennt die Luft (Theaterproduktion mit Susann Mädler, Premiere im Oktober 2016 in Salzwedel)
- Kleopatra geht baden (Theaterproduktion mit Kristin Hörmann, Premiere im Oktober 2016 in Zwönitz)
- Show down in Little Rock (Comedy-Programm mit Uta Christ und Maria Raisch, Premiere im August 2017 in Rostock)
- Icke und die Zuckerschnegge (Musikalisch-lyrisches Comedy-Programm mit Lisa-Marie Ramsbeck und Klaus Frenzel, Premier im Dezember 2017 in Bad Wörishofen)
- Von Florenz nach Venedig (Theaterproduktion mit Maria Raisch, Premiere im Januar 2018)
- Tot oder lebendig (Theaterproduktion mit Maria Raisch, Premiere im September 2019 in Waschleithe)
- Robin - die ganze Wahrheit vom Sherwood Forrest (Theaterproduktion, Premiere Oktober 2019 auf Schloss Purschenstein mit Susann Mädler)
- Wer mit dem Feuer spielt ... (Cabaret-Revue, Premiere Dezember 2022 im Kulturzentrum "Glück auf!" Eibenstock)[2]
- Das Fräulein L. und die Männer (musikalisch-literarischer Abend mit der US-amerikanischen Sopranistin Michelle Buck, Premiere im Dezember 2024 im Ostseebad Wustrow)
- In der Bar zur feschen Lola (Theaterproduktion mit Anna Katharina Bittermann, Premiere Oktober 2024 in Saalfeld)
- Love is in the air (musikalisch-literarischer Abend zum Valentinstag mit Valentina Bednarchuk und Oleksander Diedov, Premiere Februar 2025 im Ostseebad Prerow)
- Kaiserschmarrn mit frechen Früchtchen (Theaterproduktion mit Anna Katharina Bittermann, Premiere April 2025 in Salzwedel)

## Publikationen
- Bier oder Wie die Weiber zu Eybenstock ihre Stadt retteten![3] (Theaterstück,) Aue 2004
- Nachtfalke (Gedicht in der Anthologie Lob der Jadeflöte[4]), Jena 2010
- Die Bombe (Erzählungen), Berlin 2013
- Sex mit tödlicher Nebenwirkung (Roman), Berlin 2013 - überarbeitete Neuauflage comediantes Verlag, Eibenstock 2024
- Muscheln nuscheln – oder – Machen Sie um Gottes Willen nicht auf, wenn ein Rollmops an Ihrer Tür klingelt (Gedichtband, Illustrationen von Ralf Alex Fichtner), Aachen 2013
- Dorian van Delft: Kassandras langer Schatten (Roman), Berlin 2015
- Dorian van Delft: Trojas dunkles Geheimnis (Roman), Berlin 2016
- Die Cannes Brillanten (Roman), Berlin 2017 - überarbeitete Neuauflage comediantes Verlag, Eibenstock 2024
- Die kleine Krimireihe – Band 1 Santa Barbara (Hörbuch), Eibenstock 2017
- Die kleine Krimireihe – Band 2 Mörderische Spielzeit (Hörbuch), Eibenstock 2017
- Die kleine Krimireihe – Band 3 Eiskalt, Die Bombe, Der Arzt ihres Vertrauens[5] (Hörbuch), Eibenstock 2017
- Lange Beine lügen nicht (Gedichte und Balladen), Berlin 2018 - Neuauflage als Hardcover 2021, comediantes Verlag, Eibenstock
- Update to kill - weil sie wissen, wann du stirbst (Roman), Eibenstock 2020, (2. überarbeitete Auflage 2021), comediantes Verlag
- Das Mädchen mit dem Wachslicht und Sonnenblumengold (Novellen in Band 2 der Reihe comediantes Doppelpack), Eibenstock 2020
- Schneesturm, Über den Wolken und Das Weihnachtsmassaker (Kurzgeschichten in Band 3 der comediantes Doppelpack), Eibenstock 2020
- Du nicht hier (Novellen, Erzählungen und Kurzgeschichten), comediantes Verlag, Eibenstock 2021 (E-Book 2020)
- Dorian van Delft (überarbeitete und neu lektorierte Fassung beider Romane in einem Band), comediantes Verlag, Eibenstock 2021
- Das Fräulein L. und die Männer (Anthologie von Liebesgedichten mit mehreren Autorinnen und Autoren sowie Zeichnungen von Gunter Langer), comediantes Verlag, Eibenstock 2022[6]
- Die merkwürdigen Abenteuer der Marina Casanova aus Köln: Dresdener Preziosen (Kriminalroman), comediantes Verlag, Eibenstock 2024